# 比奇 (密蘇里州)
比奇（英語：Beach），又名阿特伯里（Atteberry），是位於美國密蘇里州韋伯斯特縣的非建制地區。

## 歷史
比奇的郵局於1897年設立，1903年更名為阿特伯里，其後於1906年停運。

## 地理
比奇所處的海拔為高於海平面383米（即1257英呎），而該地所採用的時區為UTC-6，即北美中部時區（CST）。同時該地設有夏令時間，為UTC-6調快一小時，即UTC-5（CDT）。